# Gazy palne
Gaz palny – gaz, który w kontakcie z powietrzem może w odpowiednio wysokiej temperaturze lub pod wpływem innych czynników (np. zapłonu iskrą elektryczną) ulec reakcji spalania.
Temperatura, w której gaz może ulec reakcji spalania pod wpływem dodatkowych czynników, nazywa się temperaturą zapłonu. Temperatura, w której gaz zaczyna palić się spontanicznie, nazywa się temperaturą samozapłonu.
Przykłady
Palne pierwiastki w stanie gazowym:
- wodór

Palne związki chemiczne w stanie gazowym:
- gazowe węglowodory, np. metan CH
4, etan CH
3−CH
3, etylen CH
2=CH
2, acetylen CH≡CH
- amoniak NH
3, fosforiak PH
3
- tlenek węgla CO.